# ناحیه بوقره
ناحیه بوقره (به عربی: دائرة بوقرة) یک ناحیه در الجزایر است که در استان البلیده واقع شده‌است. ناحیه بوقره ۶۳٬۲۵۳ نفر جمعیت دارد.